# Sainte-Suzanne-et-Chammes
 Sainte-Suzanne-et-Chammes  is een fusiegemeente ( commune nouvelle ) in het Franse departement Mayenne (regio Pays de la Loire). Zij is gevormd door de samenvoeging vanaf 1 januari 2016 van de gemeenten Sainte-Suzanne en Chammes, met beide kernen als evenwaardige entiteiten. De plaats maakt deel uit van het arrondissement Mayenne en van de intercommunalité ‘communauté de communes des Coëvrons’. De gemeente telde 1.197 inwoners op 1 januari 2022.

## Geografie
Sainte-Suzanne-et-Chammes is een strategisch gelegen gemeente aan de Erve, en aan de rand van het Woud van Charnie en de Heuvels van de Coëvrons. De oppervlakte bedroeg op 1 januari 2022 44,2 vierkante kilometer; de bevolkingsdichtheid was toen 27,1 inwoners per km².

## Bezienswaardigheden
- De middeleeuwse stadskern van Sainte-Suzanne
- De panorama’s op de omliggende vlaktes